# ديفيد ميلباند
ديفيد ميلباند (بالإنجليزية: David Miliband) (15 يوليو 1965 -)، سياسي بريطاني. وهو الابن الأكبر لعالم الاجتماع رالف ميليباند.

## حياته
ولد في لندن لعائلة من اللاجئين اليهود البولنديين. درس في جامعة أكسفورد، ثم التحق بمعهد ماساتشوستس للتقنية (MIT) أحد أشهر المعاهد العلمية في الولايات المتحدة وذلك بعد حصوله على منحة دراسية عام 1988. وعرف عنه بولعه الشديد بتكنولوجيا المعلومات وشبكة الإنترنت، وكان أول وزير بريطاني يكتب مدونات على الإنترنت عندما كان وزيرا للبيئة.
بدأ العمل السياسي بالالتحاق بوحدة السياسات التي كانت تعمل مباشرة مع توني بلير عام 1994، ثم أصبح عضوا في البرلمان عام 2001. وفي 5 مايو 2005 تولى أول منصب وزاري له وذلك في حكومة توني بلير كوزير للدولة لشئون الجاليات والحكومة المحلية، وفي 5 مايو 2006 عين وزيرًا للبيئة. وفي 28 يونيو 2007 عين وزيرًا للخارجية، وكان حينها يبلغ من العمر 41 ويعتبر أصغر من تولى هذا المنصب في المملكة المتحدة منذ ثلاثين عام، واستمر بالمنصب لغايه استقالة الحكومة في 11 مايو 2010.

## التنافس على زعامة الحزب
بعد استقاله جوردون براون من زعامه الحزب ترشح لزعامه الحزب، إلا إنه خسر الانتخابات أمام شقيقه إد ميلباند.

## روابط خارجية
- ديفيد ميلباند على موقع الموسوعة البريطانية (الإنجليزية)
- ديفيد ميلباند على موقع مونزينجر (الألمانية)
- ديفيد ميلباند على موقع إن إن دي بي (الإنجليزية)